# Chrysso scintillans
Chrysso scintillans es una especie de araña tejedora de telaraña del género Chrysso, de la familia Theridiidae, orden Araneae. Fue descrita por Thorell en 1895.
Se distribuye por Asia: India, Birmania, China, Corea, Japón y Filipinas. Fue publicada en Descriptive catalogue of the spiders of Burma, based upon the collection made by Eugene W. Oates and preserved in the British Museum. London 406 Pp.